# Дзингарелли, Итало
Итало Дзингарелли (15 января 1930 — 29 апреля 2000) — итальянский кинопродюсер и режиссёр. В период с 1954 по 1995 год снял 26 фильмов. В 1981 году он был членом жюри 31-го Берлинского международного кинофестиваля. Также выпускал работы под американизированным псевдонимом Айк Цинкарманн (англ. Ike Zingarmann).

## Биография
Родился 15 января 1930 года в Луго.
В юности занимался боксом. Главное достижение — финал итальянского чемпионата новичков в среднем и тяжелом весе.
В 1949 году начал работать в кино как статист. В 1951 году как каскадёра принял участие в съёмках «Камо грядеши». Вскоре начал работать, как техник-постановщик.
В 1969 году спродюсировал успешный спагетти-вестерн «Армия из пятерых». Фильм примечателен в частности тем, что сценарий написал молодой Дарио Ардженто, однако не был упомянут в титрах.
В 1970 году подписал контракт с актёрами Бадом Спенсером и Теренсом Хиллом и выступил продюсером фильма «Меня зовут Троица». Фильм стал одним из самых кассовых в истории итальянского кино. После чего Дзингарелли создал ещё несколько фильмов с комедийным дуэтом Спенсера и Хилла. Причём фильм «Я — за гиппопотамов!» (1979) снял как режиссёр.
В 1973 году основал винодельню в Кастеллина-ин-Кьянти. В настоящее время вино выпускается под маркой Rocca delle Macìe | Famiglia Zingarelli.
В 1980-х годах отошёл от киноиндустрии, сосредоточившись на виноделии и семье.
Вернулся к работе в кино только в 1990-х. Выступил как продюсер двух фильмов: «Панамский сахар» (1990) и «Троица и Малыш: ... теперь наша очередь» (1995).
Скончался 29 апреля 2000 года.

#### Личная жизнь
Жена — Лаура Спано (итал. Maria Laura Spano), сочетались браком в 1955 году.
Дети:
- Фабио Дзингарелли (итал. Fabio Zingarelli), род. 1956, совладелец винодельни Rocca delle Macìe[7].
- Сандра Дзингарелли (итал. Sandra Zingarelli), род. 1957, киноработница, сомелье, управляющая компании Rocca delle Macìe.
- Серджо Дзингарелли (итал. Sergio Zingarelli), родился 29 декабря 1958, управляющий компании Rocca delle Macìe[8].

## Избранная фильмография
- Непобедимый гладиатор (1961)
- Гладиаторы 7 (1962)
- Молодые волки (1968)
- Армия из пяти человек (1969)
- Они называют меня Троицей (1970)
- Давайте, ребята! (1972)